# Saw team
В 2022 году инди-разработчик, больше известный в интернете под псевдонимом «Gorshok» начал разрабатывать игру по собственному  рассказу «Фотограф». В конце 2023 к разработке присоединились художник и в будущем  руководитель  команды озвучки «Darth Malum» и второй разработчик «KoGB». Так т была образована игровая студия «Saw Games Studio» позже сменившая название на «Saw Team»
На данный момент, 18 августа 2025 года студия состоит из ряда людей:
Gorshok – Главный разработчик , сценарист, владелец студии
Darth Malum – Художник и руководитель команды озвучки
Alexander – Второй разработчик, создатель апк файлов и данных кода
IGolDmit – разработчик сайтов студии и интеграция ее игр на ПК устройства
Также есть команда озвучки и бета-тестеров
1. ↑  Saw Team. Telegram. Дата обращения: 17 августа 2025.